# Cabriolet (film)
Pour les articles homonymes, voir Cabriolet.
Cabriolet est un film tchèque réalisé par Marcel Bystron, sorti en 2001.

## Fiche technique
- Réalisation : Marcel Bystron
- Scénario : Marcel Bystron
- Musique : Ivan Král